# سی‌اچ-ایویشن
سی‌اچ-ایویشن (انگلیسی: Ch-aviation) شرکت هوانوردی سوئیسی است، که در سال ۱۹۹۸ تأسیس شد.